# Pseudobunaea illustris
Pseudobunaea illustris is een vlinder uit de familie van de nachtpauwogen (Saturniidae). De wetenschappelijke naam van de soort is, als Lobobunaea illustris, voor het eerst geldig gepubliceerd in 1901 door Gustav Weymer.